# 清流みはらし駅
清流みはらし駅（せいりゅうみはらしえき）は、山口県岩国市美川町根笠にある、錦川鉄道錦川清流線の駅（臨時駅）である。

## 概要
当駅は南桑駅 - 根笠駅間にある、錦川の清流を絶景ポイントから眺望できるように展望区画を設けた駅であり、イベント列車のみが停車する。また、当駅へ通じる道が存在しないため、列車のみでしか行けない秘境駅とされている。
この駅の建設費は1億円強で、岩国基地へのアメリカ海軍艦載機移駐に伴う県への交付金から観光振興名目で支出された。
当初は2018年（平成30年）9月の開業を予定していたが、平成30年7月豪雨により不通となった錦川清流線の復旧作業を優先したため建設工事が遅れ、同年10月1日には当駅の開業が翌2019年（平成31年）3月下旬に延期されることが発表された。2019年（平成31年）3月19日に開業記念式典を実施した。
なお、開業記念式典実施日の客扱いは式典関係者のみとなり、一般客の乗降可能な予約プランの初日は、3月30日に行われた「利き酒列車」からとなった。

## 駅構造
地上駅で、展望区画（延長9メートル、幅員3メートル）を含む単式ホーム1面1線を有する。また、プラットホームの乗降口には錦帯橋と白蛇をイメージした5連のアーチ型の上屋が付く。
前述の通り当駅へ通じる道や橋が存在しないため、列車でしか辿り着けず、駅の外へ出ることもできない。そのため、駅建設の際も資材などを近くの駅構内に集めておき、列車の運行が終わった深夜、保守用車両で搬入する作業を繰り返し行った。

## 駅周辺
当駅北東側の真下に錦川が流れており、その反対側は山林である。
当駅には通じていないが錦川の対岸を国道187号が通っており、国道から当駅を望むことができる。

## 隣の駅
錦川鉄道
■錦川清流線
南桑駅 - （臨）清流みはらし駅 - 根笠駅